# Велоспорт на літніх Олімпійських іграх 2016 — командний спринт (жінки)
Змагання у командному спринті з велоспорту серед жінок на літніх Олімпійських іграх 2016 пройшли 12 серпня за участі дев'яти команд.

## Призери
| Золото                               | Срібло                                       | Бронза                                        |
| Китай (CHN) Гун Цзіньцзє Чжун Тяньши | Росія (RUS) Дар'я Шмельова Анастасія Войнова | Німеччина (GER) Крістіна Фоґель Міріам Вельте |

## Рекорди
| Світовий рекорд     | КНР (CHN) | 32.034 c | Сен-Кантен-ан-Івлін, Франція | 18 лютого 2015 |
| Олімпійський рекорд | Китай     | 32.422 c | Лондон, Велика Британія      | 2 серпня 2012  |

## Змагання

### Кваліфікація
| Місце | Країна              | Спортсмени                       | Результат |
| ----- | ------------------- | -------------------------------- | --------- |
| 1     | Китай (CHN)         | Гун Цзіньцзє Чжун Тяньши         | 32.305 OR |
| 2     | Росія (RUS)         | Дар'я Шмельова Анастасія Войнова | 32.655    |
| 3     | Німеччина (GER)     | Крістіна Фоґель Міріам Вельте    | 32.673    |
| 4     | Австралія (AUS)     | Анна Мірс Стефані Мортон         | 32.881    |
| 5     | Нідерланди (NED)    | Лауріне ван Ріссен Еліс Лігтле   | 33.189    |
| 6     | Франція (FRA)       | Сенді Клер Віржині Куефф         | 33.625    |
| 7     | Канада (CAN)        | Кейт О'Браєн Монік Салліван      | 33.735    |
| 8     | Іспанія (ESP)       | Таня Кальво Хелена Касас         | 33.891    |
| 9     | Нова Зеландія (NZL) | Наташа Хансен Олівія Подмор      | 34.346    |

### Перший раунд
| Місце | Країна           | Результат |
| ----- | ---------------- | --------- |
| 1     | Австралія (AUS)  | 32.636    |
| 2     | Нідерланди (NED) | 32.792    |

| Місце | Країна          | Результат |
| ----- | --------------- | --------- |
| 1     | Німеччина (GER) | 32.806    |
| 2     | Франція (FRA)   | 33.517    |

| Місце | Країна       | Результат |
| ----- | ------------ | --------- |
| 1     | Росія (RUS)  | 32.324    |
| 2     | Канада (CAN) | 33.684    |

| Місце | Країна        | Результат     |
| ----- | ------------- | ------------- |
| 1     | Китай (CHN)   | 31.928 WR, OR |
| 2     | Іспанія (ESP) | 33.531        |

### Гонка за третє місце
| Місце | Країна          | Результат |
| ----- | --------------- | --------- |
| 3     | Німеччина (GER) | 32.636    |
| 2     | Австралія (AUS) | 32.658    |

### Фінал
| Місце | Країна      | Результат |
| ----- | ----------- | --------- |
| 1     | Китай (CHN) | 32.107    |
| 2     | Росія (RUS) | 32.401    |